# Bumba horrida
Bumba horrida is een spinnensoort uit de familie van de vogelspinnen (Theraphosidae).
De wetenschappelijke naam van de soort werd in 1994 als Paraphysa horrida gepubliceerd door Joachim Schmidt.

## Kenmerken
Bumba horrida is een middelgrote vogelspin van zo'n 13 cm in lengte. Het kopborststuk van deze soort is oranje tot donkerrood. De rest van het dier is zwart, waarbij de gebieden rondom het komborststuk het donkerst zijn. De uiteinden van de poten en het achterste van het abdomen zijn lichter, bijna grijs.

## Verspreiding
De soort komt voor ten noorden van Brazilië.

## Hobby
Bumba horrida wordt in gevangenschap gehouden binnen de tarantula-hobby.